# Služátky
Služátky – wieś i gmina w Czechach, w powiecie Havlíčkův Brod, w kraju Wysoczyna.

## Historia
Pierwsza wzmianka o gminie pochodzi z 1591 roku.
W latach 1869-1910 nosiła nazwę Služatka i była wsią w gminie Příseka w powiecie Ledeč. W latach 1930–1950 była samodzielną gminą w powiecie Ledeč nad Sazavou, w latach 1961-1991 była częścią gminy Příseka u Světlé w powiecie Havlíčkův Brod, a od 1 stycznia 1992 jest gminą w powiecie Havlíčkův Brod.

## Ludność
W 2001 roku rozkład populacji względem narodowości i przynależności etnicznej wyglądał następująco:
- Czesi – 98,6%
- Słowacy – 0,7%
- pozostali – 0,7%

Ze względu na wyznawaną religię struktura mieszkańców kształtowała się w 2001 roku następująco:
- Katolicy rzymscy – 41,5%
- Husyci – 0,7%
- Ewangelicy – 1,4%
- Ateiści – 43%
- Nie podano – 13,4%

### Zmiany liczby ludności na przestrzeni lat
W 2014 i 2015 zamieszkiwana przez 161 osób.